# Ryōta Morioka
Ryōta Morioka (森岡 亮太 Morioka Ryōta?,  Kioto, 12 de abril de 1991) es un exfutbolista japonés que jugaba como centrocampista.

## Selección nacional
Jugó cinco veces para la selección de fútbol de Japón entre 2014 y 2018.
| Selección | País  | Año       |
| --------- | ----- | --------- |
| Absoluta  | Japón | 2014-2018 |

## Clubes
| Club                           | País    | Año       |
| ------------------------------ | ------- | --------- |
| Vissel Kobe                    | Japón   | 2010-2015 |
| Śląsk Wrocław                  | Polonia | 2016-2017 |
| Waasland-Beveren               | Bélgica | 2017-2018 |
| R. S. C. Anderlecht            | Bélgica | 2018-2019 |
| Royal Charleroi S. C. (cedido) | Bélgica | 2019      |
| Royal Charleroi S. C.          | Bélgica | 2019-2024 |
| Vissel Kobe                    | Japón   | 2024-2025 |

## Estadística de equipo nacional
| Selección de Japón | Selección de Japón | Selección de Japón |
| Año                | Part.              | Goles              |
| ------------------ | ------------------ | ------------------ |
| 2014               | 2                  | 0                  |
| 2015               | 0                  | 0                  |
| 2016               | 0                  | 0                  |
| 2017               | 2                  | 0                  |
| 2018               | 1                  | 0                  |
| Total              | 5                  | 0                  |

## Palmarés

### Títulos nacionales
| Título             | Club        | País  | Año  |
| ------------------ | ----------- | ----- | ---- |
| Copa del Emperador | Vissel Kobe | Japón | 2024 |
| J1 League          | Vissel Kobe | Japón | 2024 |